# Tempilang (plaats)
Tempilang is een plaats in het bestuurlijke gebied Bangka Barat in de provincie Bangka-Belitung, Indonesië. De plaats telt 3880 inwoners (volkstelling 2010).